# Ойоно, Жереми
Жереми Анри Зуэ Ойоно Омва Торк (фр. Jérémy Henry Zué Oyono Omva Torque; род. 12 апреля 2001, Лилль) — французский и габонский футболист, защитник клуба «Фрозиноне» и национальной сборной Габона.

## Карьера
Воспитанник футбольной академии французского клуба «Валансьен», а позже в 2017 году присоединился к клубу «Булонь». В 2019 года футболист также стал подтягиваться к играм со второй командой клуба, за которую успел провести матч. Позже футболист продолжал выступать за юношеские и молодёжные команды. В августе 2021 года футболист стал тренироваться с основной командой французского клуба. Дебютный матч за клуб футболист сыграл 13 августа 2021 года против клуба «Ред Стар», выйдя на поле в стартовом составе. Однако закрепиться в основной команде клуба у футболиста не вышло и с октября 2021 года тот стал выступать за вторую команду клуба. По итогу сезона обе команды занял последнее и предпоследнее итоговые места соответственно.
Новый сезон футболист начал с матча 17 сентября 2022 года против клуба «Бельфор», выйдя на замену на 86 минуте. Однако большую часть первой половины чемпионата футболист был вне распоряжения клуба, полноценно вернувшись лишь в декабре 2022 года, после чего смог закрепиться в основной команде. В июне 2023 года футболист продлил контракт с клубом ещё на сезон.

## Международная карьера
В марте 2023 года принимал участие в молодёжном Кубке африканских наций до 23 лет за молодёжную сборную Габона. В ноябре 2023 года футболист получил вызов в национальную сборную Габона для участия в квалификациях на чемпионат мира 2026 года. Дебютировал за сборную 16 ноября 2023 года в матче против сборной Кении, заменив на 86 минуте своего родного брата Антони.

## Семья
Брат-близнец Антони Ойоно — профессиональный футболист, игрок национальной сборной Габона.